# Mine de Coal Creek
 (mars 2025).
La mine de Coal Creek est une mine à ciel ouvert de charbon située au Wyoming aux États-Unis. Elle est détenue par Arch Coal. Elle a produit 10 millions de tonnes de charbon en 2011.